# Thomas Percy Hilditch
Thomas Percy Hilditch (Londra, 22 aprile 1886 – Birkenhead, 9 agosto 1965) è stato un chimico inglese.
Durante la sua vita diede vari contributi alla chimica dei lipidi ed è stato considerato un'autorità leader nel Regno Unito.

## Biografia
Dal 1904 al 1907 ha studiato presso l'University College di Londra, laureandosi con un Bachelor of Science a pieni voti. Uno dei suoi insegnanti era il chimico scozzese William Ramsay. Dopo la laurea studiò a Jena con Ludwig Knorr e a Ginevra, fino a 1909, con Philippe Guye, conseguendo il dottorato nel 1911 con Samuel Smiles presso l'Università di Londra. A Warrington iniziò il suo interesse per i lipidi e in particolare per l'idrogenazione catalitica: prima di allora si era occupato di svariati settori della chimica e all'epoca della sua dissertazione aveva già pubblicato 30 articoli e tre libri. Durante la prima guerra mondiale, Hilditch lavorava nell'azienda di Ramsay, dove sviluppò per i soldati una sintesi chimica industriale per l'acetone essenziale di guerra partendo dall'etanolo e l'acido acetico, per poi passare all'acetato di amile. Rimase con l'azienda fino al 1926 quando, grazie all'eredità del professore di chimica James Campbell Brown fu creata una cattedra di chimica industriale presso l'Università di Liverpool: Hilditch divenne il primo professore a ricoprire il ruolo e nel 1951 si ritirò a vita privata.
Nel 1942 divenne membro della Royal Society e nel 1947 Hilditch dimostrò la struttura dei lipidi, esaminando sistematicamente i grassi vegetali e animali (esposti nella sua pubblicazione principale La costituzione chimica dei grassi naturali), creando vari metodi di analisi per in un momento in cui la cromatografia gassosa e su strato sottile non era ancora in uso, anche se l'uso generale e i metodi spettroscopici a sua disposizione erano limitati. Hilditch esaminò la loro auto-ossidazione e il loro irrancidimento, arrivando a delle conclusioni sulla composizione dei grassi sull'evoluzione degli esseri viventi. Con queste conclusioni divise i lipidi in "lipidi semplici", con grassi e cere (vere cere, steroli, alcoli) e "lipidi complessi", con fosfolipidi e glicolipidi.

## Opere
- A concise history of chemistry, 1911, seconda edizione, 1922
- A First Year Physical Chemistry, 1912
- A Third Year Course in Organic Chemistry, 1914
- The industrial chemistry of the fats and waxes, 1927
- Catalytic processes in applied chemistry, 1929
- Chemistry and technology of fats and fat products, 1936
- The chemical constitution of natural fats, 1940, quarta edizione, Chapman and Hall, 1964
- The study of natural fat triglycerides: Retrospect and prospect, In: Journal of the American Oil Chemists' Society, Volume 42, 1965

## Onorificenze e riconoscimenti

### Riconoscimenti
- Medaglia Lampitt della Society of Chemical Industry (1962)
- Medaglia Chevreul del Groupement Technique des Corps Gras francese (1964)
- Premio Alton E. Bailey (1965)